# Reativo de Tollens

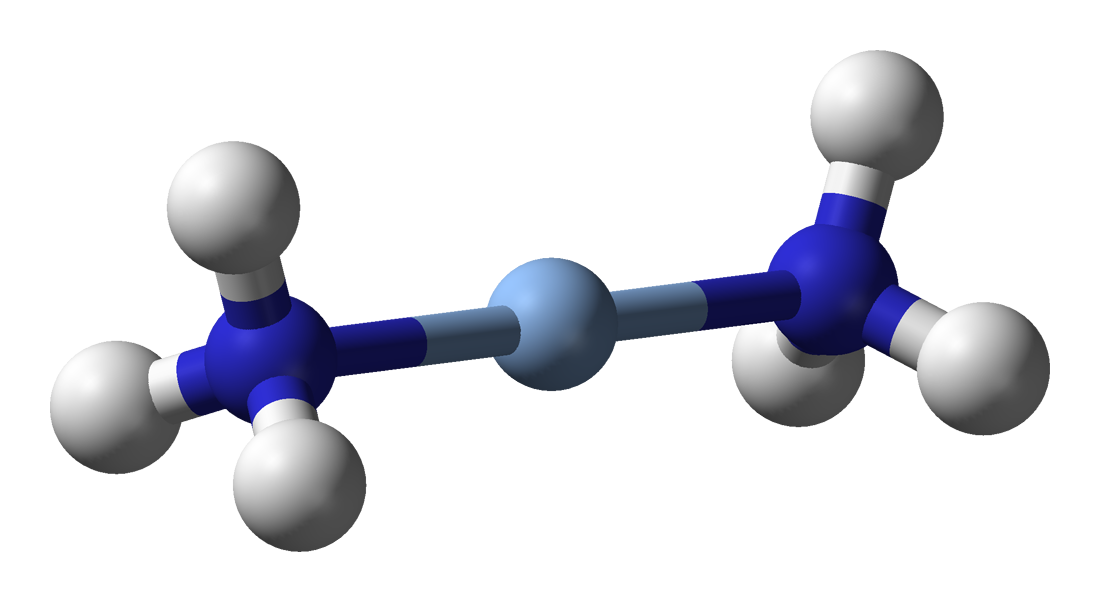
Estrutura do cátion [Ag(NH_{3})_{2}]^{+} (diaminoprata)

Reativo de Tollens é uma solução amoniacal de nitrato de prata muito utilizada para diferenciar aldeídos de cetonas. Sua fórmula química é [Ag(NH3)2] OH.

## Reação
O reativo de Tollens, devido ao alto poder de oxidação, reage apenas com os aldeídos e com α-hidroxi-cetonas,não reage com cetonas como função única. Nessa reação, os aldeídos reduzem o cátion da prata (Ag+) que compõe o reativo. Isso ocasiona a formação de prata metálica que é depositada nas paredes do recipiente.

## Obtenção
Pode ser preparado a partir da mistura do nitrato de prata com hidróxido de sódio em solução aquosa com amônia.

## Usos
- Utilizado na fabricação de espelhos quando é adicionado a glucose, através da deposição da prata no recipiente.[1]
- Identificação de compostos orgânicos.